# Trichopilia mesoperuviensis
Trichopilia mesoperuviensis là một loài thực vật có hoa trong họ Lan. Loài này được Klikunas & Christenson mô tả khoa học đầu tiên năm 2004.